# Temporada 2011 del Campeonato de España de Rally de Tierra
La temporada 2011 fue la 29.º edición del Campeonato de España de Rally de Tierra. Comenzó el 30 de abril en el Rally de Tierra de Palma del Río y terminó el 16 de octubre en la Baja Andalucía.

## Calendario
El calendario estaba compuesto de ocho pruebas.
| N.º | Fecha             | Prueba                                    | Notas |
| --- | ----------------- | ----------------------------------------- | ----- |
| 1   | 30 de abril       | Rally de Tierra de Palma del Río          |       |
| 2   | 23 de julio       | Baja España                               |       |
| 3   | 24 de julio       | Baja España                               |       |
| 4   | 2-3 de septiembre | 12º Rally de Tierra de Cervera - Cataluña |       |
| 5   | 15 de octubre     | Baja Andalucía                            |       |
| 6   | 16 de octubre     | Baja Andalucía                            |       |

## Clasificación

### Campeonato de pilotos
| Pos. | Piloto                 | 1   | 2   | 3   | 4   | 5   | 6   | Puntos |
| ---- | ---------------------- | --- | --- | --- | --- | --- | --- | ------ |
| 1.   | Óscar Fuertes          | 1   | Ret | 1   | 5   | 1   | 3   | 158    |
| 2.   | Xavi Tanya             | 3   | 5   | 7   | 7   | 3   | 2   | 153    |
| 3.   | Ricardo Triviño        |     | 2   | 2   | 3   | 5   | 7   | 133    |
| 4.   | Joan Font              | 4   | Ret | 3   | 8   | 4   | 5   | 121    |
| 5.   | Pedro Font             | 5   | Ret | 5   | Ret | 7   | 8   | 86     |
| 6.   | Agustín Álvaro         | 8   | 9   | 9   | Ret | 9   | 11  | 77     |
| 7.   | Carlos Aldecoa         | Ret | 3   | Ret | 9   | Ret | 4   | 69     |
| 8.   | Rubén Fernández Querol | 10  | 10  |     | 20  | 10  | 9   | 59     |
| 9.   | Carmelo Callén         |     | 4   | 4   | 13  | Ret | Ret | 58     |
| 10.  | Rubén Gracia           |     | Ret |     |     | 6   | 6   | 46     |

### Copa de copilotos
| Pos. | Copiloto              | Puntos |
| ---- | --------------------- | ------ |
| 1.   | Dani Cue              | 158    |
| 2.   | Sergio Salom          | 133    |
| 3.   | Álex Haro             | 126    |
| 4.   | Xevi Crosas           | 98     |
| 5.   | Oriol Julià           | 86     |
| 6.   | José Ángel Sanz       | 77     |
| 7.   | Ainhoa Sarasua        | 69     |
| 8.   | Raúl Vallespin        | 58     |
| 9.   | Miguel Ángel Irigoyen | 58     |
| 10.  | Joan Venceslao        | 57     |

### Campeonato de marcas
| Pos. | Marca      | Puntos |
| ---- | ---------- | ------ |
| 1.   | Mitsubishi | 339    |
| 2.   | Peugeot    | 94     |
| 3.   | Renault    | 60     |
| 4.   | SEAT       | 41     |

### Copa de grupo N
| Pos. | Piloto              | Puntos |
| ---- | ------------------- | ------ |
| 1.   | Pedro Font          | 140    |
| 2.   | Rubén Fernández     | 140    |
| 3.   | Jan Zimmer          | 98     |
| 4.   | Juan Manuel Casares | 65     |
| 5.   | Lluis Martí         | 55     |

### Copa vehículos 2 ruedas motrices
| Pos. | Piloto                  | Puntos |
| ---- | ----------------------- | ------ |
| 1.   | Agustín Álvaro          | 144    |
| 2.   | Rubén Fernández         | 131    |
| 3.   | Manuel Gómez-Manzanilla | 65     |
| 4.   | Lluis Marti             | 53     |
| 5.   | Rubén Sastre            | 39     |

### Trofeo copilotos femenino
| Pos. | Piloto                 | Puntos |
| ---- | ---------------------- | ------ |
| 1.   | Ainhoa Sarasua Aginaga | 100    |
| 2.   | Montse Contijoch       | 65     |
| 3.   | Vanessa Valle          | 35     |
| 4.   | Pilar Barceló          | 35     |
| 5.   | Aintzane Goñi          | 27     |

### Mitsubishi Evo Cup Tierra
| Pos. | Piloto               | Puntos |
| ---- | -------------------- | ------ |
| 1.   | Óscar Fuertes        | 44     |
| 2.   | Xavi Tanya           | 40     |
| 3.   | Pedro Font           | 21     |
| 4.   | Ricardo Triviño      | 16     |
| 5.   | Carlos Aldecoa       | 15     |
| 6.   | Rubén Gracia         | 11     |
| 7.   | Joan Roma            | 10     |
| 8.   | Joan Serrat          | 10     |
| 9.   | Josep María Membrado | 8      |
| 10.  | Albert Orriols       | 5      |